# Vizille
Vizille je francouzská obec v departementu Isère v regionu Auvergne-Rhône-Alpes. V roce 2019 zde žilo 7 246 obyvatel. Je centrem kantonu Vizille.

## Vývoj počtu obyvatel
Počet obyvatel , od roku   2011 začal klesat (7725), v roce 2019 na 7246.

## Historie

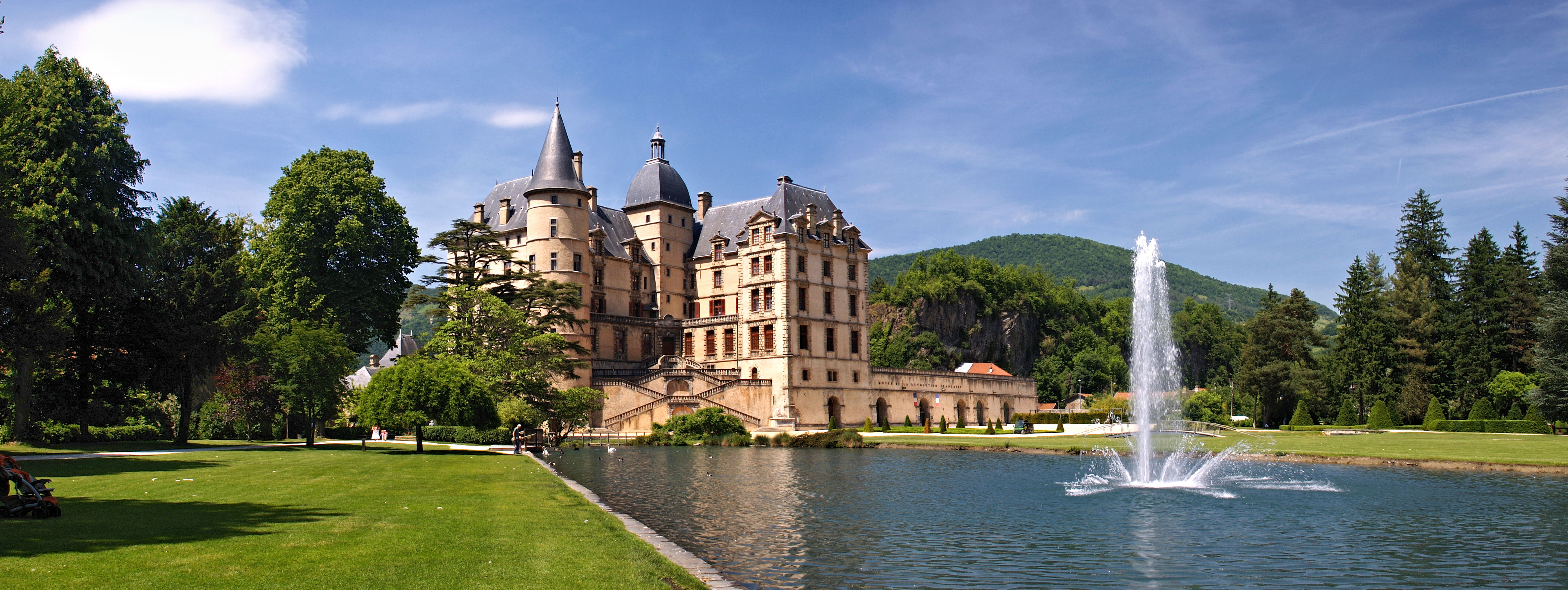
Muzeum francouzské revoluce.

Římané zde v době pozdní antiky založili opevněné město Oppidum Antiquum, přes něj vedla silnice ze Suze průsmykem Lautaret a údolím Romanche na Cularo (dnešní Grenoble). V 10. století část území získalo opatství z Cluny. V 11. století patřilo Vizille hrabatům z Albonu, kteří se stali dauphiny z Viennois, a město bylo od 13. století správním centrem oblasti. Roku 1339 se zde uvádí 17 pevností ("fortalicia") a dva domy uvnitř hradu se třemi věžemi, ten byl v roce 1290 majetkem Arthauda Bertranda.
30. března 1349 pán Humbert II. z Viennois (s erbem delfína) postoupil panství francouzskému království, syn francouzského krále (dauphin) musel převzít titul delfína a Francie uznat autonomii nové provincie. V době renesance město a panství ovládl voják François de Bonne, vévoda z Lesdiguières (1543-1626), který dal hrad v letech 1600-1619 přestavět do současné podoby. V náboženských válkách město zabrali protestanti a po nich katolíci. V poslední čtvrtině 18. století zámek koupil textilní podnikatel Claude Perier  a zřídil v něm manufakturu na potištěné tkaniny. Jeho syn Casimir se za francouzské revoluce postavil do čela zdejšího senátu. Revoluční charakter města propagovali také prezidenti republiky: první byl Gaston Doumergue, který na zámku bydlel roku 1925 a poslední Charles de Gaulle. Za druhé světové války město obsadila nacistická posádka, 20 občanů bylo deportováno.

## Památky
- Ruiny královského hradu - volně přístupné
- Zámek dauphinů - rozsáhlá renesanční třítraktová stavba s původními věžemi, kamennými gotickými sklepy a základy; barokní park; od roku 1974 slouží část jako Muzeum francouzské revoluce, bohatá sbírka obrazů a dobové dokumentace
- Kostel Panny Marie s klášterem benediktinů, založen roku 726, za správy Clunyjského opatství přestavěn v románském slohu, dochoval se jeden portál
- Radnice
- Historický most
- Bronzový pomník Jeana-Paula Marata před zámkem

## Galerie

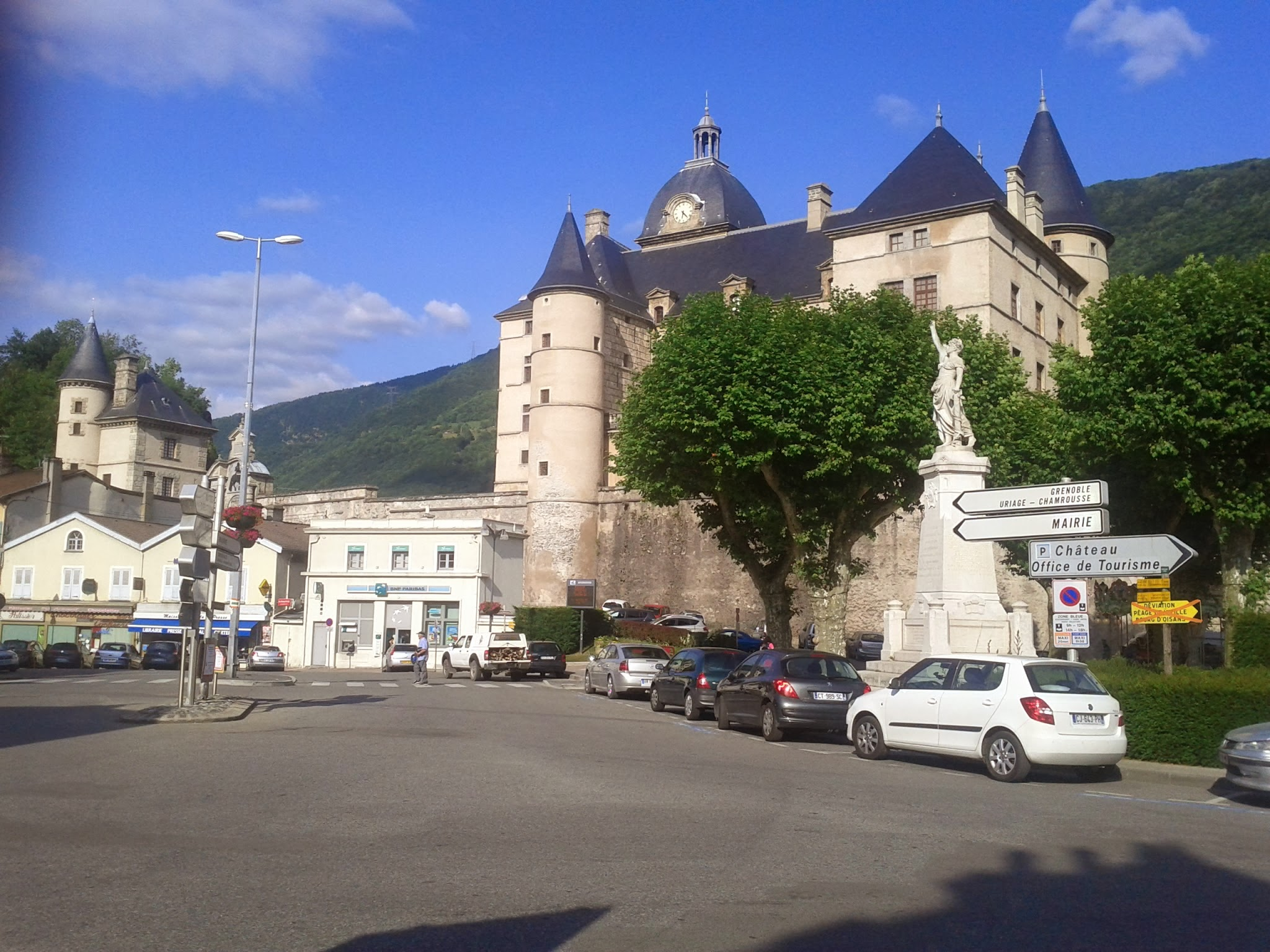
Zámecké náměstí
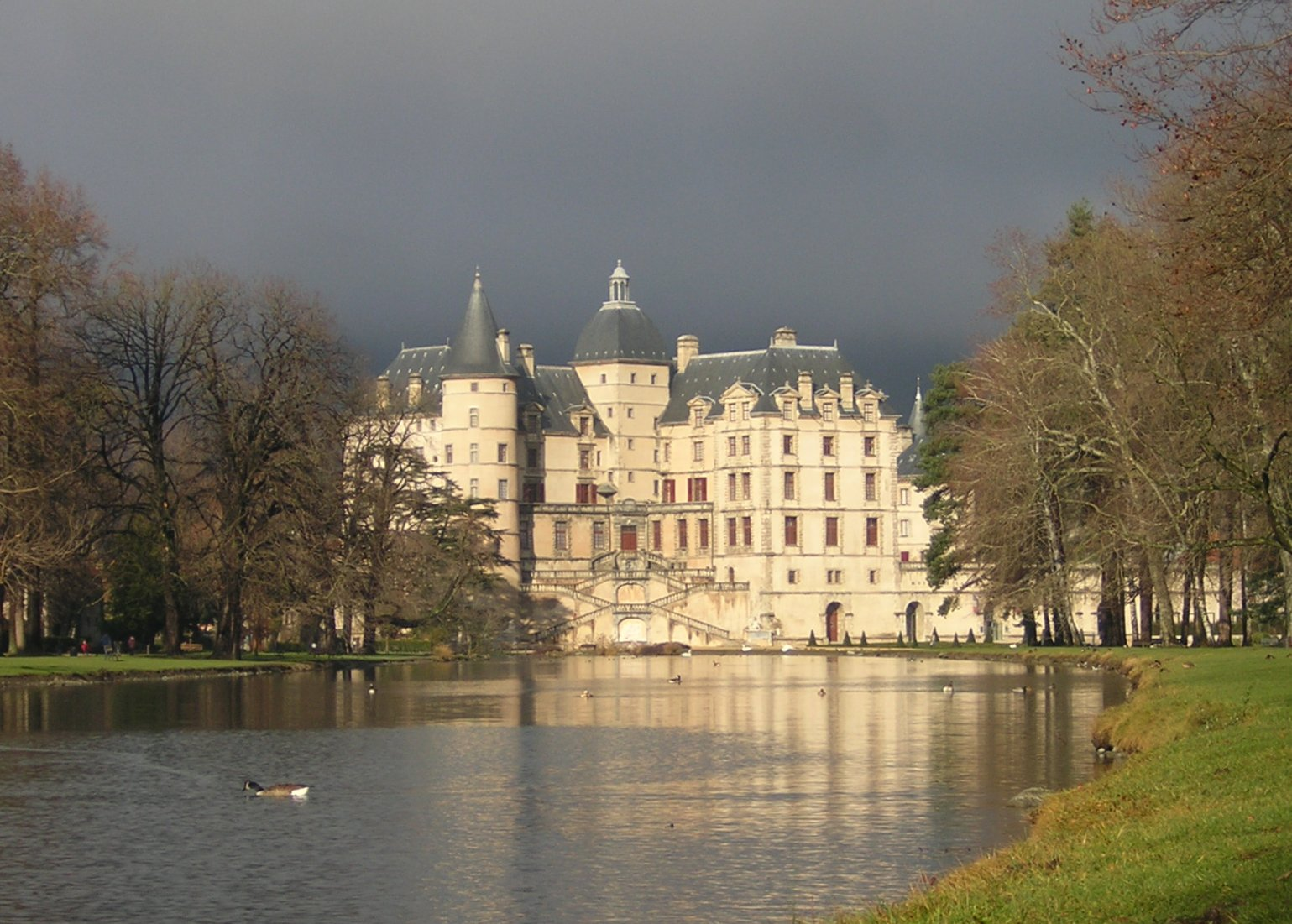
Zámek
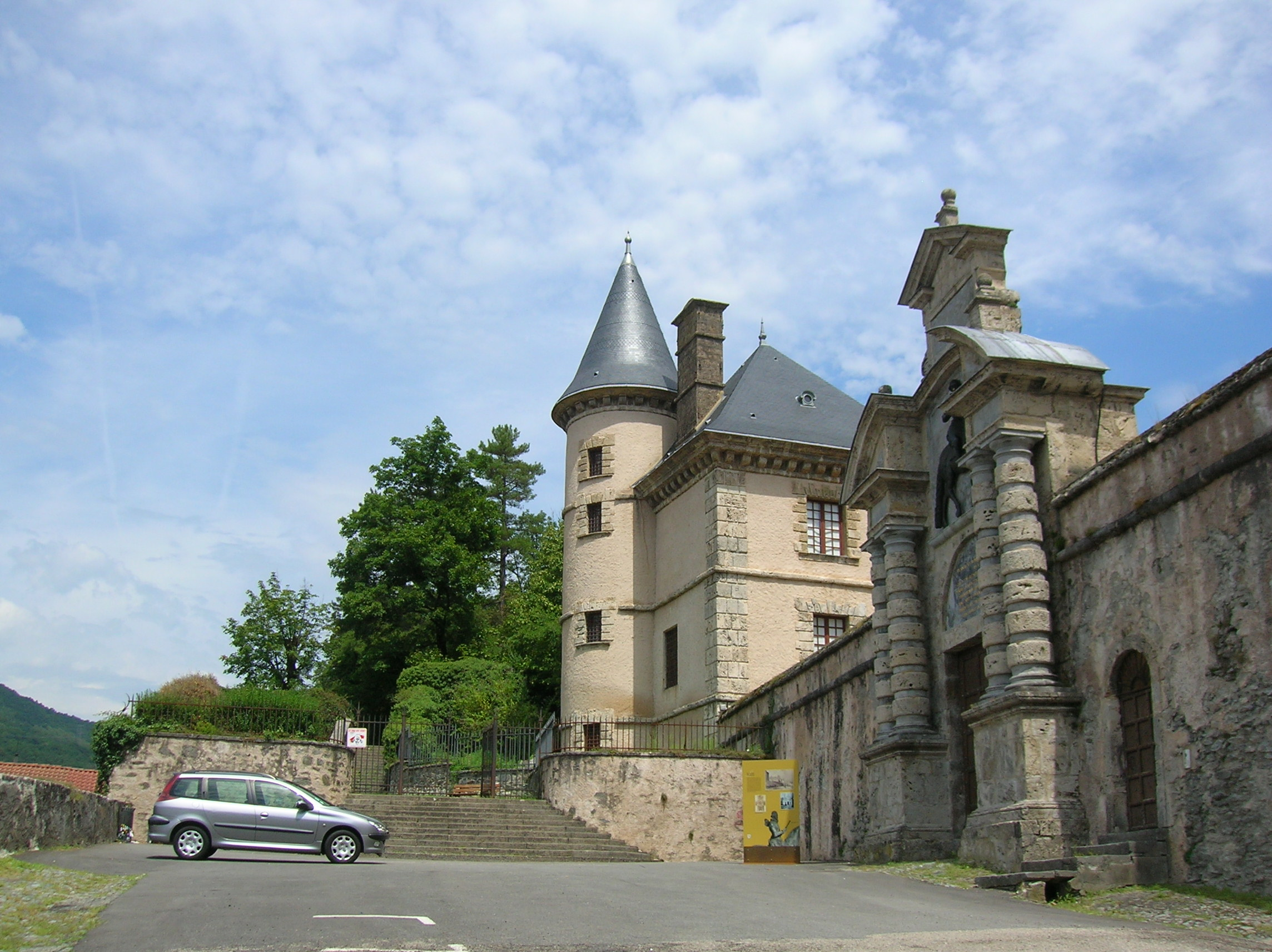
Portál Lesdiguièrů
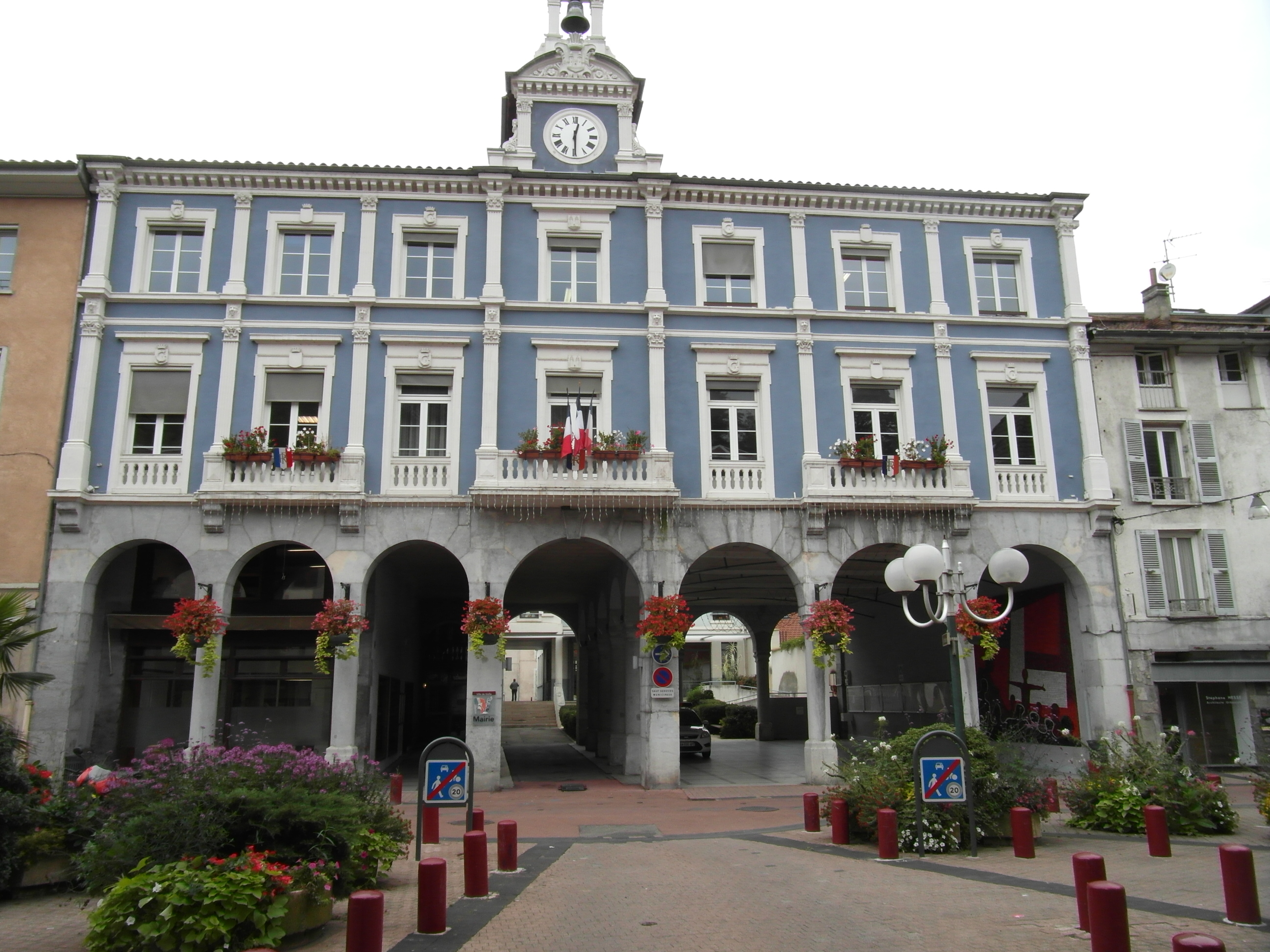
Radnice
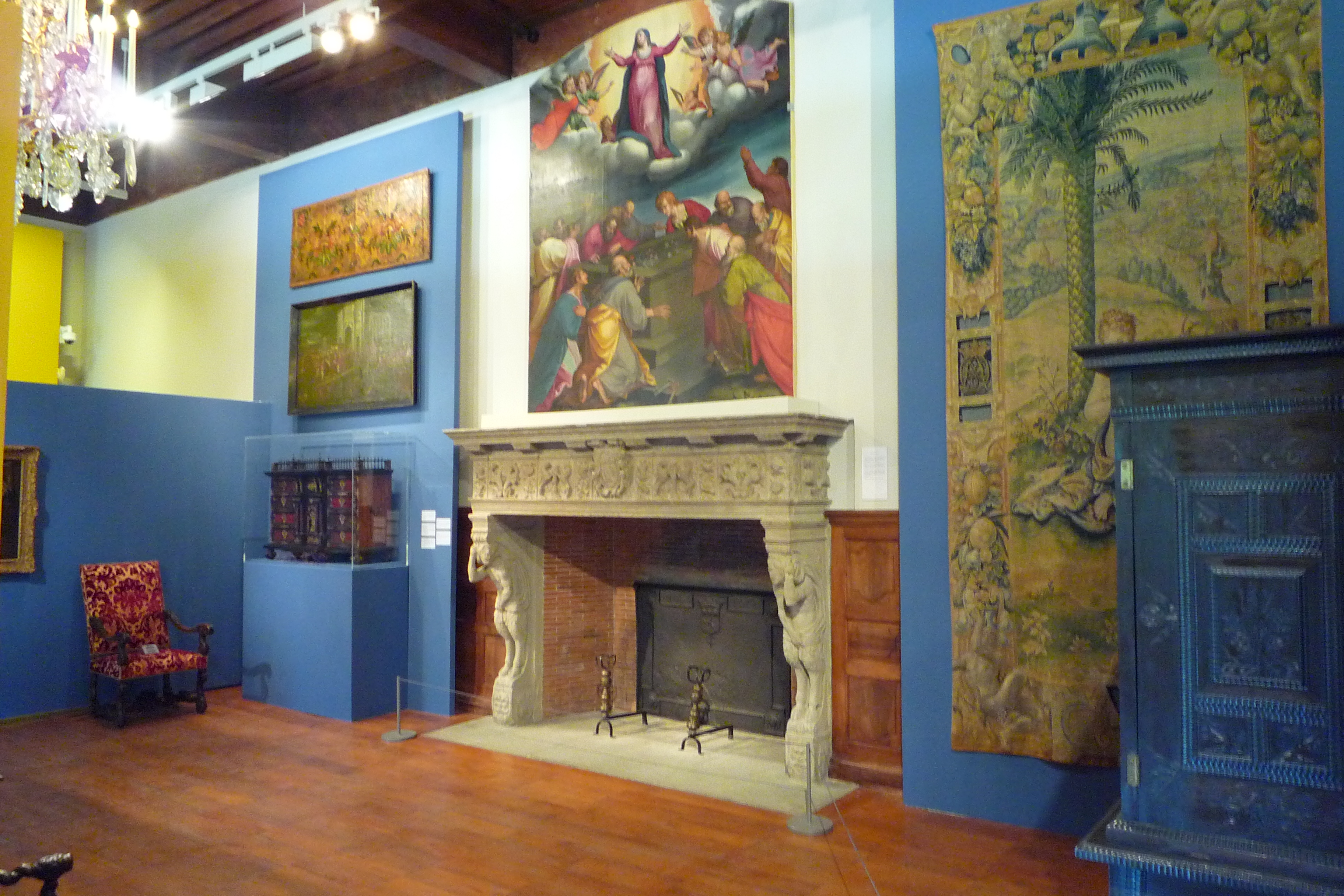
Velký sál muzea
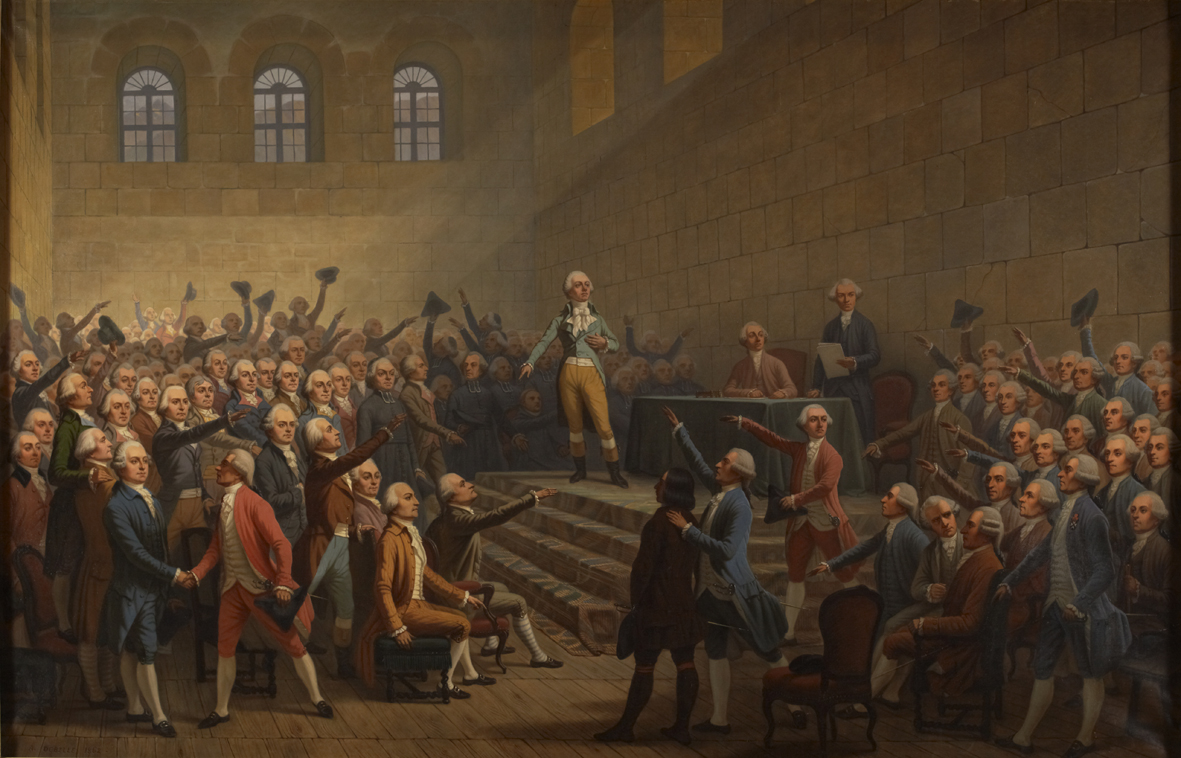
Senát ve Vizille, obraz v muzeu (1788)
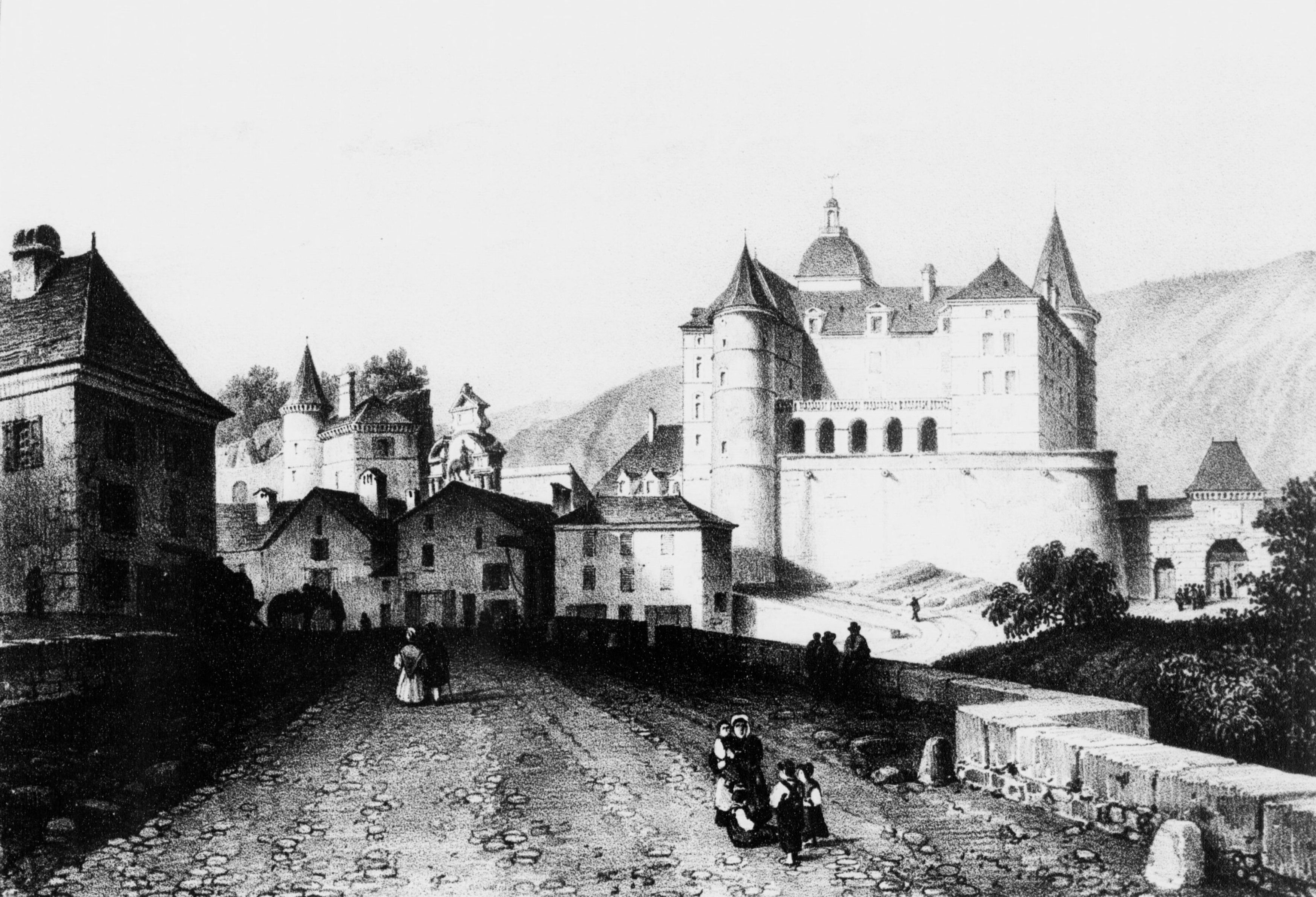
Město v roce 1835